# Akshaye Khanna
Akshaye Khanna (ur. 28 marca 1975 w Mumbaju (Maharasztra) w Indiach) – indyjski aktor dwukrotnie nagrodzony Nagrodą Filmfare. Jego ojciec Vinod Khanna to sławny aktor lat 70. Starszy brat Rahul Khanna też jest aktorem (Bollywood/Hollywood). Akshaye jest kawalerem wyznania hinduistycznego.

## Filmografia
| Rok  | Film                             | Role                         | Nagrody |
| ---- | -------------------------------- | ---------------------------- | --- |
| 1997 | Himalaya Putra                   | Abhay                        | Nagroda Star Screen za Najlepszy Debiut |
| 1997 | Border                           | Dharamvir                    | Nagroda Filmfare za Najlepszy Debiut |
| 1997 | Mohabbat                         | Rohit Malhotra/Tony Braganza | |
| 1998 | Doli Saja Ke Rakhna              | Inder                        | |
| 1998 | Kudrat                           | Vijay                        | |
| 1999 | Love You Hamesha                 | Shaurat                      | |
| 1999 | Dahek                            | Sameer Roshan                | |
| 1999 | Aa Ab Laut Chalen                | Rohan Khanna                 | |
| 1999 | Laawaris                         | kapitan Dada/Vijay           | |
| 1999 | Rytm                             | Manav Mehta                  | w tamilskim jako "Taalam" |
| 2001 | Rób swoje!                       | Siddharth Sinha              | Nagroda Filmfare dla Najlepszego Aktora Drugoplanowego Nagroda Star Screen Jury nominacja do Nagrody Zee Cine dla Najlepszego Drugoplanowego Aktora nominacja do Nagrody Star Screen dla Najlepszego Drugoplanowego Aktora                        |
| 2002 | Deewana Tere Naam Ka             |                              | |
| 2002 | Humraaz                          | Karan Malhotra               | pierwsza negatywna rola nominacja do Nagrody Filmfare za Najlepszą Rolę Negatywną nominacja do Nagrody Star Screen za Najlepszą Rolę Negatywną nominacja do Nagrody Zee Cine za Najlepszą Rolę Negatywną Nagroda IIFA za Najlepszą Rolę Negatywną |
| 2002 | Deewangee                        | Raj Goyal                    | nominacja do Nagrody Star Screen dla Najlepszego Aktora |
| 2002 | Bollywood/Hollywood              | gra siebie                   | gościnnie |
| 2003 | Border Hindustan Ka              | Mobarak                      | gościnnie |
| 2003 | Hungama                          | Jeetu                        | |
| 2003 | LOC Kargil                       | porucznik Balwan Singh       | |
| 2004 | Deewaar                          | Gaurang Kaul                 | |
| 2004 | Hulchul                          | Jai                          | |
| 2006 | Shaadi Se Pehle                  | Aashish Khanna               | |
| 2006 | 36 China Town                    | oficer policji               | |
| 2006 | Aap Ki Khatir                    | Aman Mehra                   | |
| 2007 | Salaam-e-Ishq: A Tribute To Love | Shiven Dungarpur             | |
| 2007 | Naqaab                           | Vicky Malhotra               | |
| 2007 | Gandhi, My Father                | Harilal Gandhi               | Nagroda na festiwalu Filmów Indyjskich w Australii dla Najlepszego Aktora |
| 2007 | Aaja Nachle: Zatańcz ze mną      |                              | premiera 30 listopada 2007 |
| 2008 | Wyścig                           | Rajeev Singh                 | |

## Nagrody
- Nagroda Filmfare
  - Najlepszy Męski Debiut: 1998 Border
  - Najlepszy Aktor Drugoplanowy: 2002 Rób swoje!